# Edgar von Harold
Edgar von Harold, född 1830 i München, död 1 augusti 1886, var en tysk entomolog med intresse för skalbaggar.
Han utbildades vid det bayerska hovet och examinerades 1848 och tog värvning i det bayerska livgardet, varifrån han pensionerades 1869 med kaptens grad. 
Von Harold hade ett brett intresse för skalbaggar och publicerade 1868 första volymen av Catalogus Coloepterorum Hucusque Descriptorum, ett projekt i samarbete med Max Glemminger. Den sista volymen publicerades 1876. Trots stark kritik vid denna tid på grund av ändrad nomenklatur gjorde verket de båda berömda. Von Harolds största bidrag var i släktet Copris. Mellan 1877 och 1880 var han kurator vid Berlin Museum vilket gav honom tillgång till en stor samling nya arter av bladhorningar som väntade på att bli beskrivna.
Han var även medlem i flera prominenta sällskap, bland andra Société entomologique de France och Royal Entomological Society.

### Webbkällor
- ”Edgar Von Harold 1830-1886” (på engelska). Scarab Wokers World Directory. University of Nebraska-Lincoln State Museum – Division of Entomology. http://museum.unl.edu/research/entomology/workers/EHarold.htm. Läst 20 december 2013.